# Relations entre la France et le Sénégal
Les relations entre la France et le Sénégal désignent les relations diplomatiques bilatérales s'exerçant entre d'une part, la République française, État principalement européen, et de l'autre, la République du Sénégal, État africain.

## Histoire
Les relations entre la France et le Sénégal remontent au XIVe siècle, époque à laquelle les marchands français voyageaient et commerçaient sur la côte sénégalaise actuelle, La France exportait du tissu, du fer et des mousquets au Sénégal et importait des textiles, de l'ivoire, des épices et des esclaves. En 1659, la France établit un comptoir commercial dans l'actuelle Saint-Louis exploité par la Compagnie française des Indes occidentales, plus tard connue sous le nom de Compagnie du Sénégal.
Pendant la Première et la Seconde Guerre mondiale, les soldats sénégalais connus sous le nom de tirailleurs sénégalais ont combattu dans les deux guerres pour la France et ils ont combattu pendant la bataille de France et dans la campagne d'Italie sous le gouvernement de la France libre en exil dirigé par le général Charles de Gaulle. Après la libération de Paris et la fin de la Seconde Guerre mondiale, le Sénégal est devenu membre de l'Union française en 1946.

## Période contemporaine

### Sur le plan économique
La France est le premier investisseur et le premier partenaire commercial du Sénégal, et les multinationales françaises y sont bien implantées. Le Sénégal est le troisième partenaire commercial de la France en Afrique. Les entreprises françaises représentent un quart du PIB et des recettes fiscales du Sénégal. Total a conclu un accord avec le Sénégal pour l'exploitation de l'offshore profond.
Le Sénégal fait partie de la zone franc CFA, zone monétaire africaine bénéficiant d'une garantie du Trésor français. 

### Sur le plan culturel, universitaire et scientifique
Le Sénégal et la France sont membres de plein droit de l'OIF.
On compte au Sénégal un Institut français et deux Alliances françaises. De nombreux étudiants sénégalais font leurs études dans l'enseignement supérieur français.

### Sur le plan militaire
La France dispose d'une base aérienne à l'aéroport international Léopold Sédar Senghor. Le Sénégal est le premier bénéficiaire de l'aide militaire française. Les éléments français au Sénégal interviennent dans toute la région sahélienne.
Le 28 novembre 2024, le Président de la République du Sénégal Bassirou Diomaye Faye appelle au départ des militaires français du Sénégal. Le 12 février 2025, le Sénégal et la France décident de créer une commission entre les deux pays chargée de coordonner la fermeture et la restitution, prévue avant la fin 2025, des bases militaires françaises au Sénégal. Le 7 mars 2025, La France restitue plusieurs installations utilisées par l’armée française au Sénégal, les premières transférées dans le cadre, de son retrait militaire du Sénégal, où elle était présente depuis 1960. Le 1er juillet 2025, l'Ambassade de France au Sénégal annonce que la France rétrocède la station d'émission interarmées de Rufisque qui était chargée, depuis 1960, « des communications sur la façade atlantique sud ». Cette rétrocession, qui s’est faite par une signature, est la quatrième remise,. La rétrocession des dernières infrastructures militaires françaises au Sénégal, l'aéroport et le camp Geille situés à Ouakam ainsi que quatre villas situées à Plateau, est organisé le 17 juillet 2025 lors d’une cérémonie militaire,.